# 三遊亭ぽん太
三遊亭 ぽん太（さんゆうてい ぽんた）は、落語家の名。現在までに3人ほどこの名を名乗った落語家が確認されている。ただし、当代は過去のぽん太を1人しかカウントせず2代目を自称している。

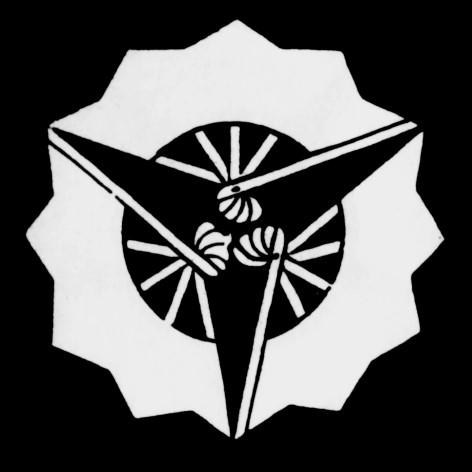
三遊亭圓朝一門定紋「高崎扇」

- 三遊亭ぽん太 - 江戸後期から明治初期にかけて活躍した。
- 三遊亭ぽん太 - 4代目三遊亭圓生門下で、三遊亭さん生からぽん太に改名したこと以外の詳細は不明。『浅草繁昌記』に、本名岡崎義繁でぽん太の名が出ているが、これと同一人物の可能性がある。
- 2代目三遊亭ぽん太 - 当代。2018年11月の二つ目昇進を機に名乗っている。

## 圓朝門下のぽん太
三遊亭 ぽん太（さんゆうてい ぽんた、 1831年（逆算） - 1881年6月6日）は落語家。本名∶加藤 勝五郎。

### 経歴
元は出入りの髪結い（床屋）見習いでおもに下剃りをしていた。圓朝の下に入門する以前から愛嬌からぽん太と呼ばれていた。
慶応の初めごろに三遊亭圓朝門下となり音曲や小噺をやっていた。

### 逸話
長州藩大村益次郎が率いる新政府軍と彰義隊が争った上野戦争に巻き込まれた際は、ぽん太が圓朝の自宅に駆けつけ弟子たちの無事を知らせたという。
性欲、物欲、出世欲がなかったが食欲が旺盛だった。特に蕎麦が好きで仕事に向かう途中に蕎麦屋があったら仕事そっちのけで蕎麦を食べ、仕事に遅れるほどであった。また奇人変人（今でいう天然ボケ）で圓朝に可愛がられた。
晩年は身寄りがなく没後の圓朝が（実年齢は圓朝の方が下だったこともあり）叔父ということで墓を作り全生庵に建っている圓朝家の墓の隣りに建てた。ぽん太という名前から、圓朝が飼っていたペットの墓だと勘違いする人もいる。戒名は「雨林宗香信士」。

## 2代目
二代目 三遊亭 ぽん太（さんゆうてい ぽんた、1985年2月24日 - ）は、五代目円楽一門会所属の落語家。愛知県名古屋市出身。本名は後藤 慧。

### 経歴
- 法政大学社会学部出身。
- 2015年2月、三遊亭好楽に入門。前座となり「好也」と名乗る。
- 2018年11月、二ツ目昇進し、二代目三遊亭ぽん太を襲名する。
- 2023年元日、結婚を発表[1]。翌2024年9月8日に放送された『新婚さんいらっしゃい!』 (ABCテレビ)に、博物館で学芸員を務める浮世絵研究者の妻と、師匠の好楽とともに出演した[2]。

### イベント

#### 春のぽんまつり
「せっかく百席覚えても全然やらないネタとかかわいそうだし」との思いで、前年に覚えたネタを、日替わりで披露する、年に一度連日開催する独演会。
- 春のぽんまつり 2021年4月3-4日　会場：新宿シアターミラクル　第1部（3日14時）：宿屋の仇討ち、縁切榎、疝気の虫、初音の鼓／第2部（3日18時）：宿屋の富、天災、猿後家、洒落番頭／第3部（4日）：藪入り、船徳、夢の酒、狸かぶ
- 春のぽんまつり'22　2022年3月19-21日　会場：池之端しのぶ亭　初日（4月3日）：元犬、茶の湯、らくだ／2日目（4月20日）：兵庫船、黄金餅、淀五郎／千穐楽（4月21日）：死ぬなら今、夢金、文七元結